# (10195) Nebraska
(10195) Nebraska (1996 RS5) – planetoida z pasa głównego asteroid okrążająca Słońce w ciągu 4,91 lat w średniej odległości 2,89 j.a. Odkryta 13 września 1996 roku.